# Martin Salomonski
Martin (Meir) Salomonski (ur. 24 czerwca 1881 w Berlinie; zm. 16 października 1944 w KL Auschwitz) – rabin i żydowski uczony. Od 1910 do 1925 rabin Frankfurtu nad Odrą, następnie m.in. rabin Nowej Synagogi w Berlinie.

## Życiorys
W czasie I wojny światowej, pd 1916 do 1918, pełnił funkcję rabina polowego 2 Armii Wojska Niemieckiego, za co otrzymał Krzyż Żelazny (w marcu 1917).
Po przybyciu do Berlina w 1925 zaangażował się w działalność tutejszej gminy żydowskiej.
19 czerwca 1942 wraz z rodziną został deportowany do getta Theresienstadt, gdzie nadal działał jako kaznodzieja i nauczyciel. Po przewiezieniu do KL Auschwitz został zamordowany.
Został upamiętniony tzw. kamieniem pamięci (niem. Stolperstein) na placu Brunnenplatz we Frankfurcie nad Odrą, tuż przed tablicą pamiątkową postawioną w 1988 r. w miejscu zburzonej synagogi.

## Publikacje (wybór)
- Ein Jahr an der Somme; Trowitzsch, Frankfurt a. O. 1917.
- Jüdische Seelsorge an der Westfront; Lamm, Berlin 1918.
- Die geborene Tugendreich; Brüder-Verlagsgesellschaft, Berlin 1928.
- Zwei im andern Land; Benjamin Harz Verlag, Berlin/Wien 1934.
- Kalender der Berliner Juden; Aufbringungswerk d. Jüd. Gemeinde, Berlin 1935.
- Das Buch der Wegzehrung; 1940.
- Die geborene Tugendreich. Großstadtroman, Nowe wydanie z przedmową i krótką biografią, Berlin 2020, ISBN 978-3-7529-7863-6.
- Zwei im andern Land; Nowa edycja, Vergangenheitsverlag, Berlin 2021, ISBN 978-3-86408-264-1.